# 卵叶贝母兰
卵叶贝母兰（学名：Coelogyne occultata）为兰科贝母兰属下的一个种。